# Bezirksmuseum Floridsdorf

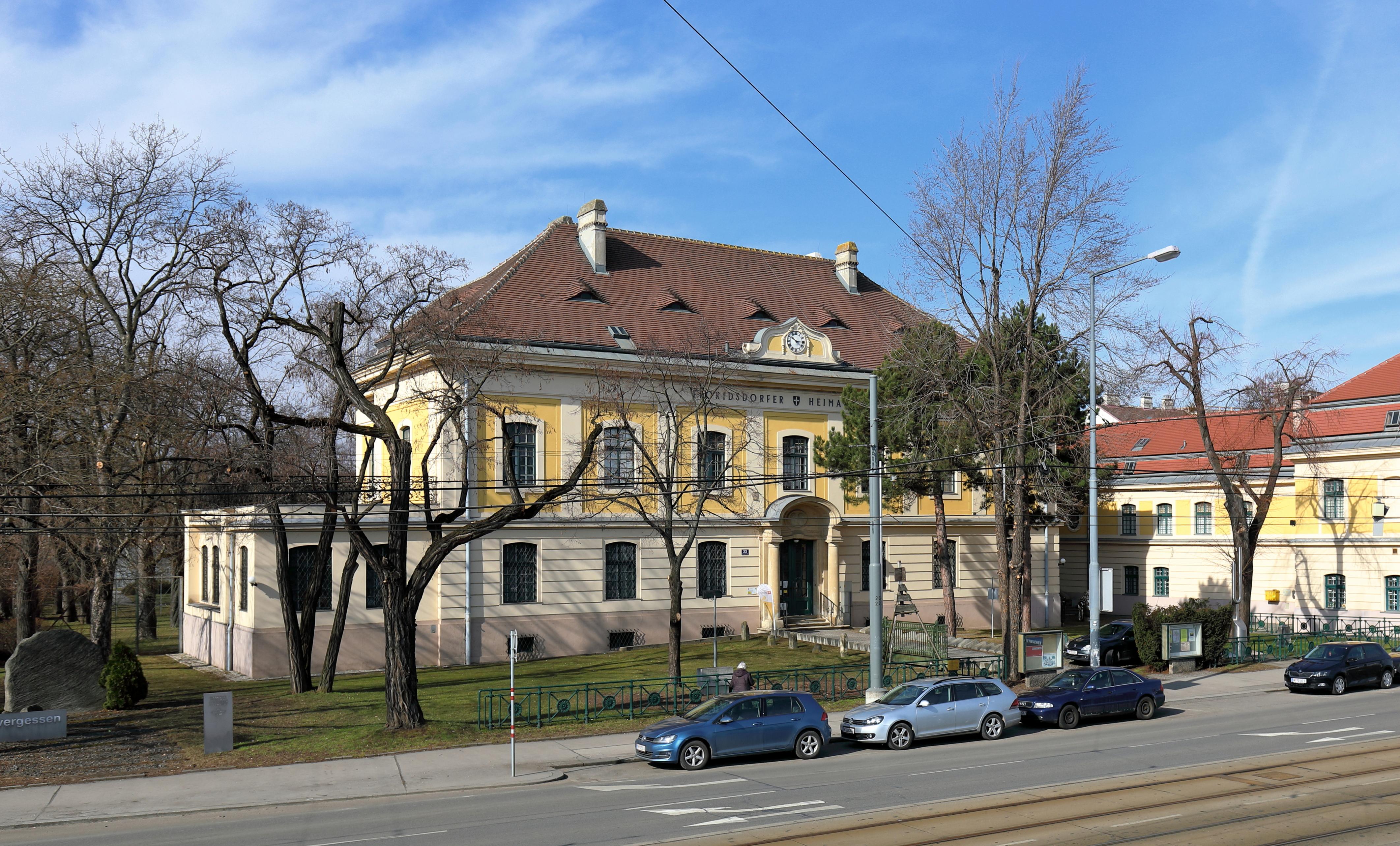
Das Mautner-Schlössl in der Prager Straße

Das Bezirksmuseum Floridsdorf, auch Floridsdorfer Heimatmuseum bezeichnet, ist ein Museum im Mautner Schlössl in der Prager Straße 33 im 21. Wiener Gemeindebezirk Floridsdorf.

## Geschichte
Das Bezirksmuseum Floridsdorf wurde 1933 auf Initiative von Josef Tomschik und unter der Mitwirkung von Lehrer Franz Haider sowie weiteren Unterstützern gegründet. Ein erster Museumsverein entstand 1934 unter der Leitung von Anton Feistl.
Nach den politischen Unruhen 1934 konnte das erste Museum 1935 im alten Schulhaus an der Schloßhofer Straße eröffnet werden. 1938 wurde das Museum nach dem „Anschluss“ stillgelegt, da private Vereine verboten wurden. 1940 nahm es den Betrieb wieder auf, musste jedoch 1943 erneut schließen. Im Februar 1945 wurde das Museum bei Bombenangriffen fast vollständig zerstört.
Nach dem Zweiten Weltkrieg wurde das Museum 1947 erneut ins Leben gerufen, mit Franz Jonas als Obmann. Der neue Standort befand sich ab 1951 im Bezirksamt Am Spitz, musste aber bald ins Mautner-Stöckl (Prager Straße 33) übersiedeln. Wegen Feuchtigkeitsschäden wurde das Museum 1957 geschlossen und erst 1960 im Mautner-Schlößl, seinem heutigen Standort, wiedereröffnet.

## Mautner Schlössl
Georg Heinrich Mautner von Markhof (1840–1904) ließ im Jahre 1900 eine Villa bauen, die sein Sohn Georg Anton im Jahr 1902 bezog. Im secessionistischen Stil erbaut, barockisierte Georg Anton Mautner Markhof (1875–1934) nach dem Tod seines Vaters die Villa. Unter anderem wurde das Flachdach zum heutigen Walmdach ausgebaut, weshalb die Bevölkerung das Gebäude nun Mautner-Schlössl nannte. Architekt war der in Floridsdorf zur damaligen Zeit sehr aktive Friedrich Dietz von Weidenberg. Das Gebäude steht unter Denkmalschutz.
Nach dem Zweiten Weltkrieg wurde das Gebäude von der Stadt Wien gekauft und als Amtshaus genutzt, zumal das Bezirksamt durch den Bombenkrieg zerstört war.
Nachdem der Museumsverein im Jahr 1947 wieder aktiv wurde, stellte man ihm 1951 Ausstellungsräumlichkeiten im dritten Stock des Amtshauses „Am Spitz 1“ zur Verfügung. Mit einer feierlicher Eröffnungsfeier unter dem Beisein des damaligen Wiener Bürgermeisters Franz Jonas übersiedelte man im Juni 1953 in das Mautner-Schlössl. 1957 erfolgte die Schließung des Museums zwecks Adaptierung der baulichen Gegebenheiten und am 18. Juni 1960 fand dann die Wiedereröffnung statt.

## Hans-Smital-Park

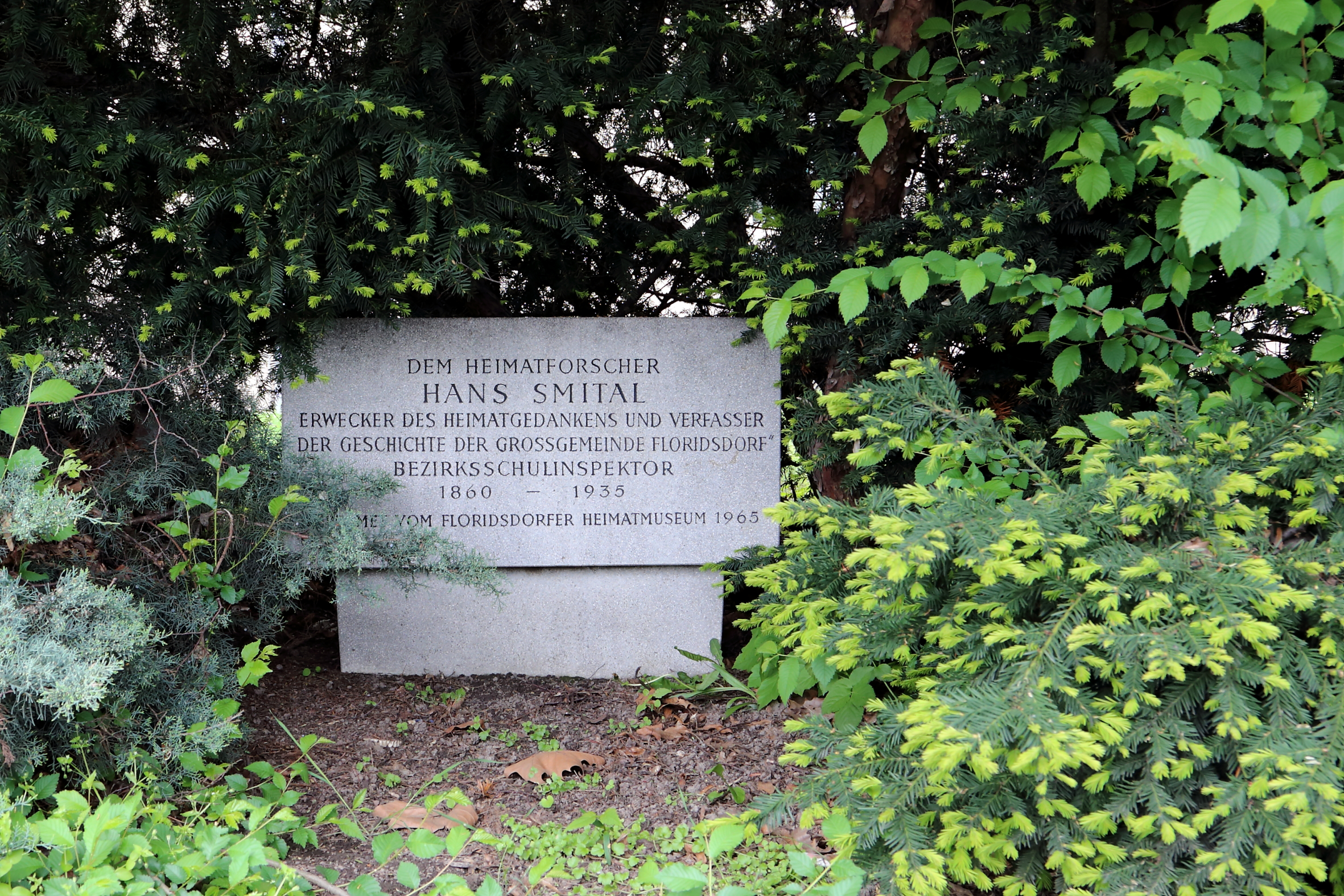
Hans-Smital-Gedenkstein vor dem Bezirksmuseum

Das Gelände rund um das Gebäude wurde 1966 nach dem Heimatkundler Hans Smital (1860–1935) Hans-Smital-Park genannt und 1965 wurde ein Gedenkstein für ihn aufgestellt.

## Sammlungen
Die Schwerpunkte des Museums umfassen die Entstehung der Landschaft links der Donau, den Beginn der Dampfschifffahrt, die Eisenbahngeschichte und die Ortskunde des Bezirkes.

## Ausstellungen
- 2002: Othmar Wundsam: Österreichs Bergwelt. Aquarelle (Einzelausstellung)
- 2006: Karl Nieschlag, Gedächtnisausstellung, jetzt Dauerausstellung im Weinviertler Museumsdorf Niedersulz
- 2009: Gefecht in der „Schwarzen Lacken Au“, vor 200 Jahren, zu Johann von O’Brien, Joseph Armand von Nordmann und andere Militärstrategen[4]
- 2016/2017: 100 Jahre Floridsdorfer Hochbahn.
- 2019: Zu Gast in Floridsdorf
- 2020–2022: Kino, Theater, Varieté in Floridsdorf
- 2020/221: Demokratie – Menschenrechte – Rechtsstaat
- 2020/2021: 70 Jahre „Amerikaner“ in Wien
- 2021: Jugendstil in Floridsdorf (aufgrund der Corona-Pandemie in Österreich als Ausstellung in der SCN und Freiluftausstellung vor dem Amtshaus Floridsdorf)
- 2021/2022: Mautner Markhof in Floridsdorf. Vom Biedermeier ins 21. Jahrhundert
- 2022: Medizin in Floridsdorf
- 2022–2024: 150 Jahre Österreichische Nordwestbahn 1872-2022
- 2024/2025:Floridsdorf – 120 Jahre XXI. Wiener Gemeindebezirk